# 6. století př. n. l.

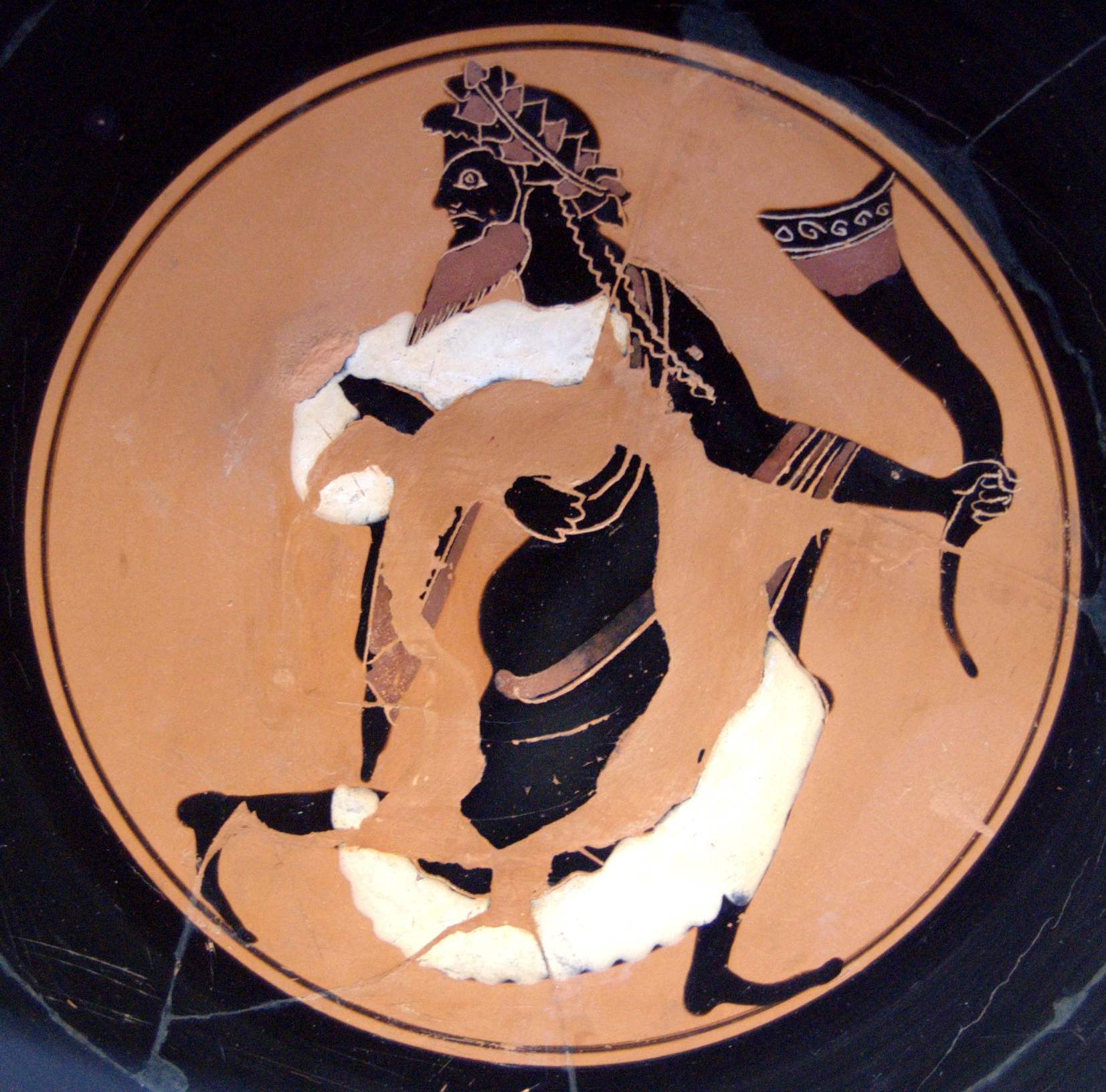
Dionýsos asi 520 př. n. l.

6. století př. n. l. začalo 1. ledna 600 př. n. l. a skončilo 31. prosince 501 př. n. l. V tomto století dosáhla vrcholu tzv. Doba osová (přibližně 800 př. n. l. až 200 př. n. l.). Doba, kdy ve čtyřech na sobě nezávislých kulturních prostorech současně povstaly filozofické a náboženské tradice, které tvoří základy civilizace. V této době se šířily myšlenky pěti velkých myslitelů z různých částí světa. Jednalo se o Buddhu a Mahávíru (zakladatele džinismu) v Indii, Zarathuštru v Persii, Pythagora v Řecku a Konfucia v Číně.

## Charakteristika
V západní Asii v první polovině tohoto století dominovala novobabylonská říše (známá také jako chaldejská), která svou moc upevnila na konci 7. století př. n. l. po úspěšném povstání proti asyrské nadvládě. V roce 586 př. n. l. také padlo judské království poté, co Nabukadnesar II. dobyl Jeruzalém a přesídlil většinu obyvatelstva. Babylonskou vládu pak ukončil Kýros II. Veliký, který založil perskou říši. Ta pokračovala v expanzi a dosáhla do té doby nevídaných rozměrů.
V Evropě je tato doba označována jako doba železná a charakteristická další expanzí Keltů. V Číně je toto období nazývané Obdobím Jar a Podzimů.

### Události
- první známá epidemie cholery v Indii
- ve východní a střední Evropě rozvoj halštatské kultury, v severní Evropě rozvoj pozdní doby bronzové
- zahájení stavby Chrámu Dia Olympského v Athénách (dokončen byl až za císaře Hadriána ve 2. století n. l.)
- 595 př. n. l. království Čchu porazilo království Ťin v bitvě u Pi
- 594 př. n. l. v Athénách zvolen Solón archontem
- 585 př. n. l. zatmění Slunce, které předpověděl Thalés
- 550 př. n. l. starořecké město Abdéry zničeno Thrákií
- 537 př. n. l. návrat Židů z babylonského zajetí
- 525 př. n. l. dobytí Egypta Kambýsem II. a konec egyptské 26. dynastie
- okolo 520 př. n. l. založena Persepolis

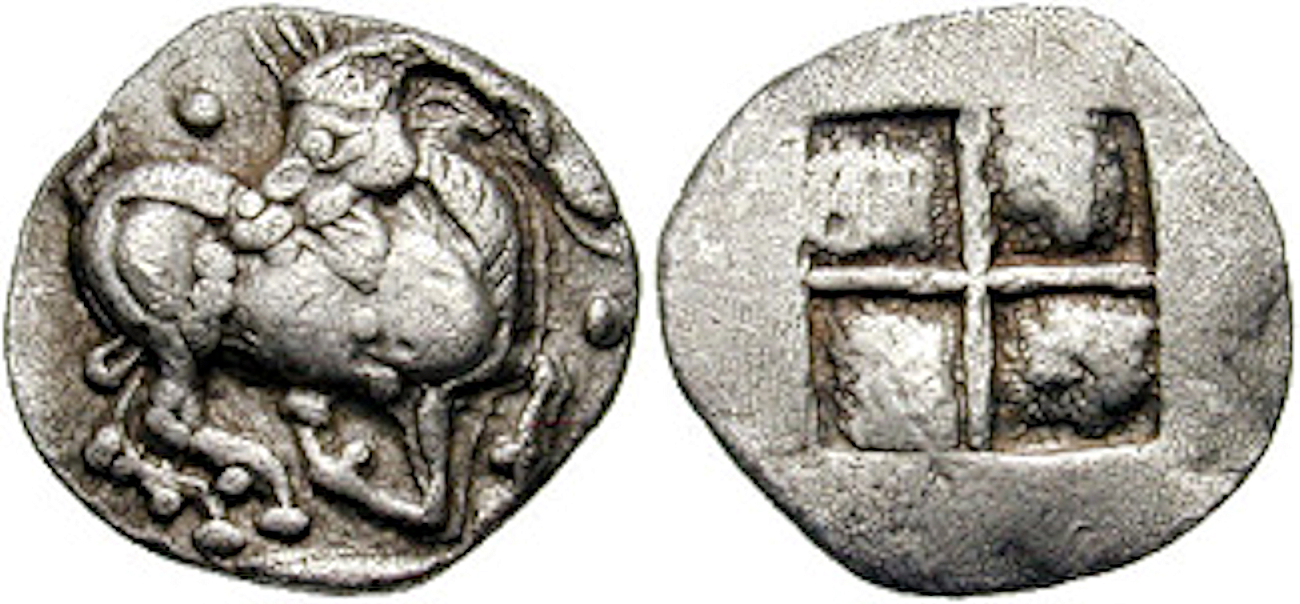
509 př. n. l. vznik Římské republiky  - Makedonská mince z doby asi 510–480 př. n. l.
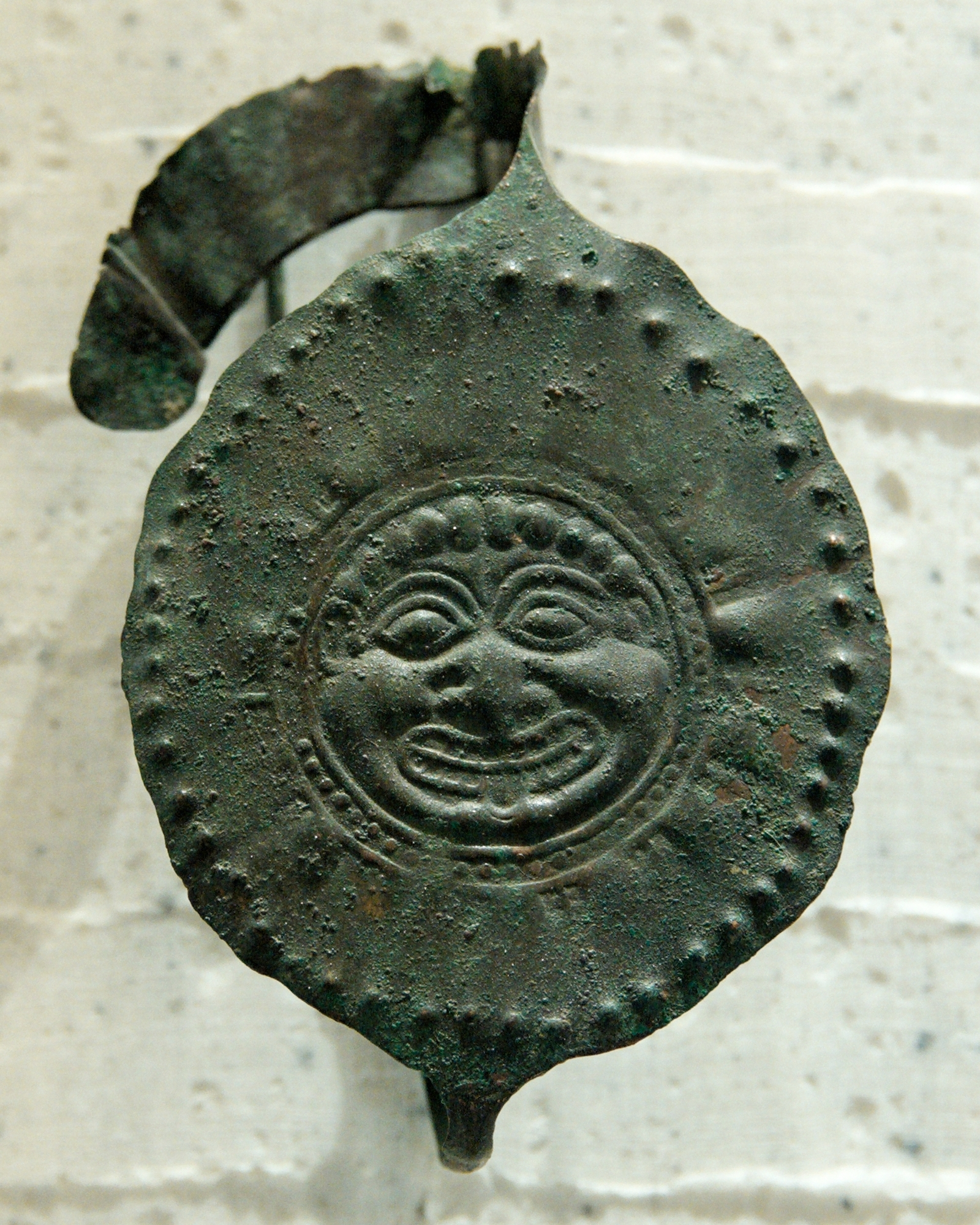
Řecká bronzová spona z 6. století př. n. l.
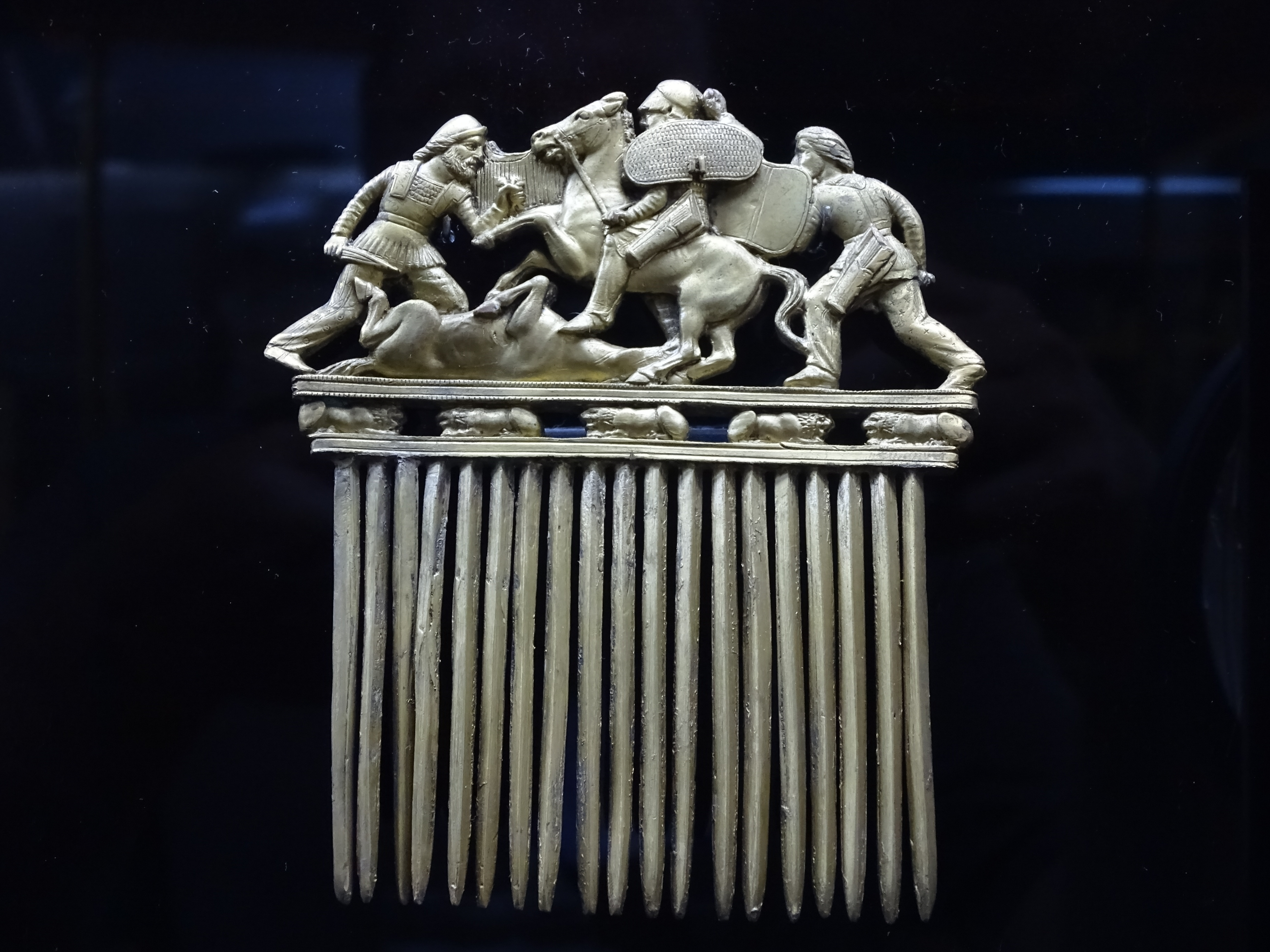
Skythský hřeben z 6. až 5. století př. n. l.
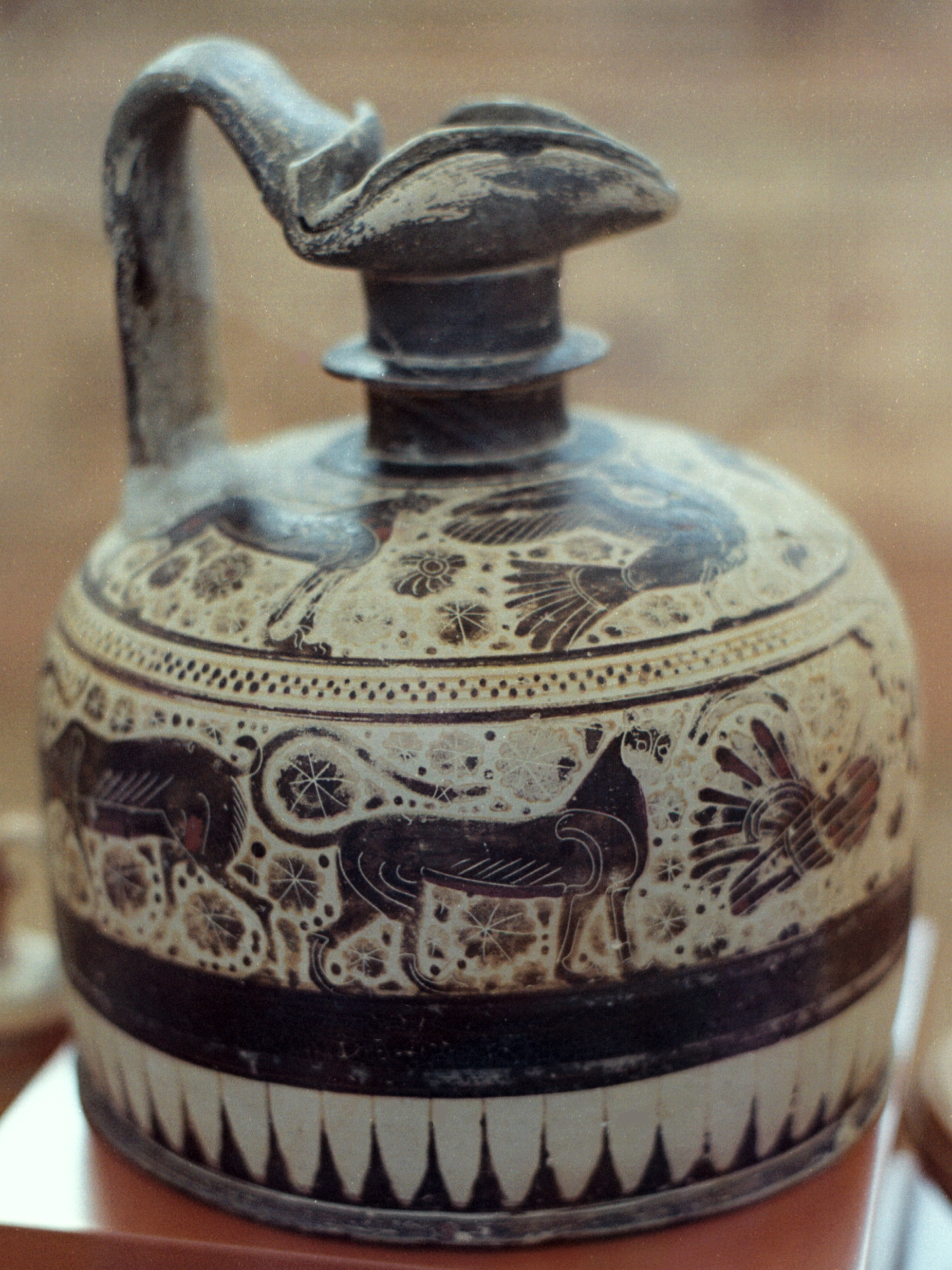
Oenochoe z Korintu z 6. století př. n. l.
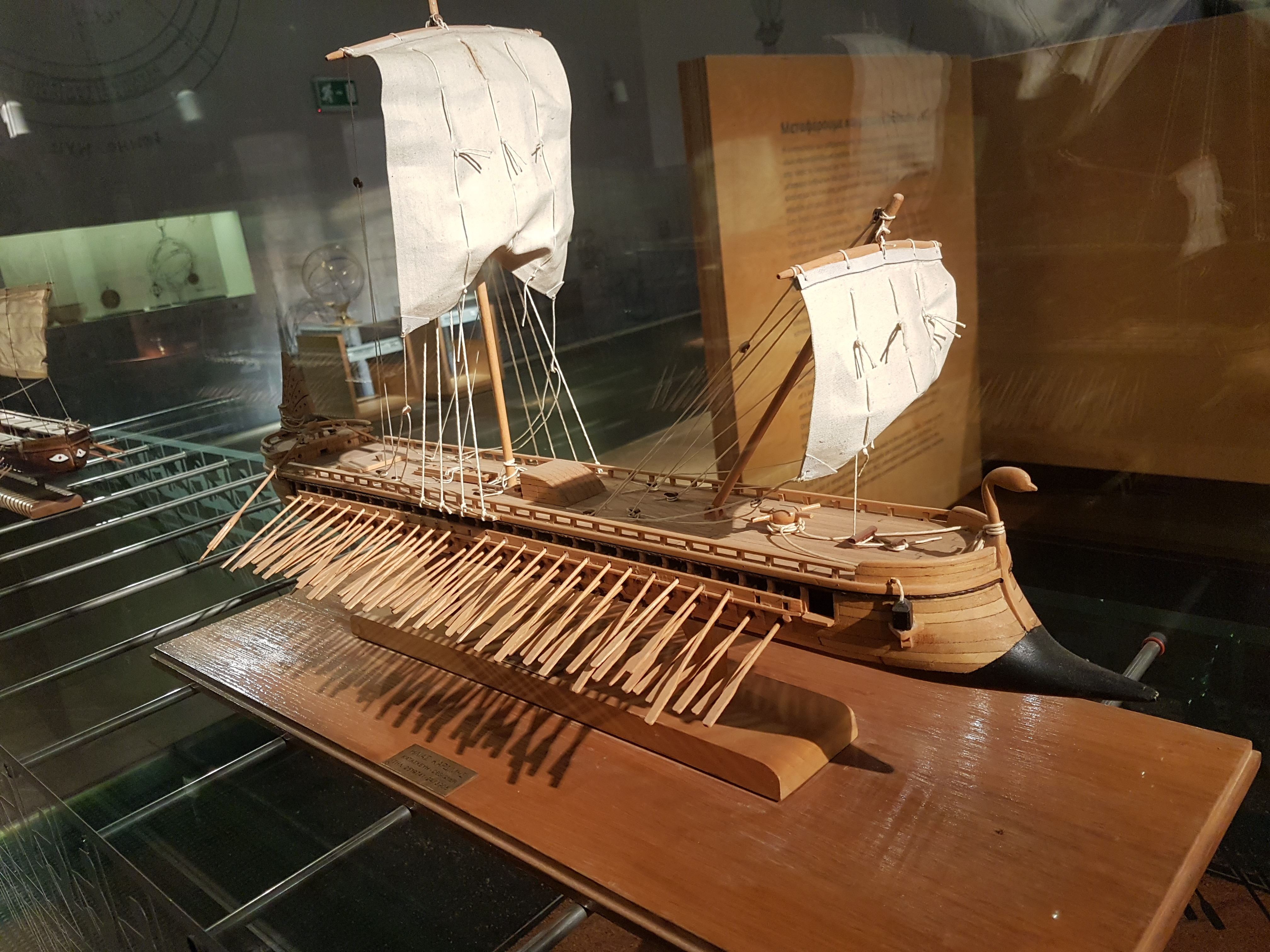
Model řecké trirémy z 6. století př. n. l.
  - Řecká bronzová spona z 6. století př. n. l.
  - Skythský hřeben z 6. až 5. století př. n. l.
  - Oenochoe z Korintu z 6. století př. n. l.
  - Model řecké trirémy z 6. století př. n. l.

## Vynálezy a objevy
- ve starověkém Řecku se rozšiřuje metoda ztraceného vosku (metoda založená odlévání, během kterého se ničí forma)
- Solónova ústava, která zrušila privilegia rodové aristokracie a obyvatelstvo rozdělila podle velikosti majetku a příjmů

## Významné osobnosti

### Státníci a válečníci

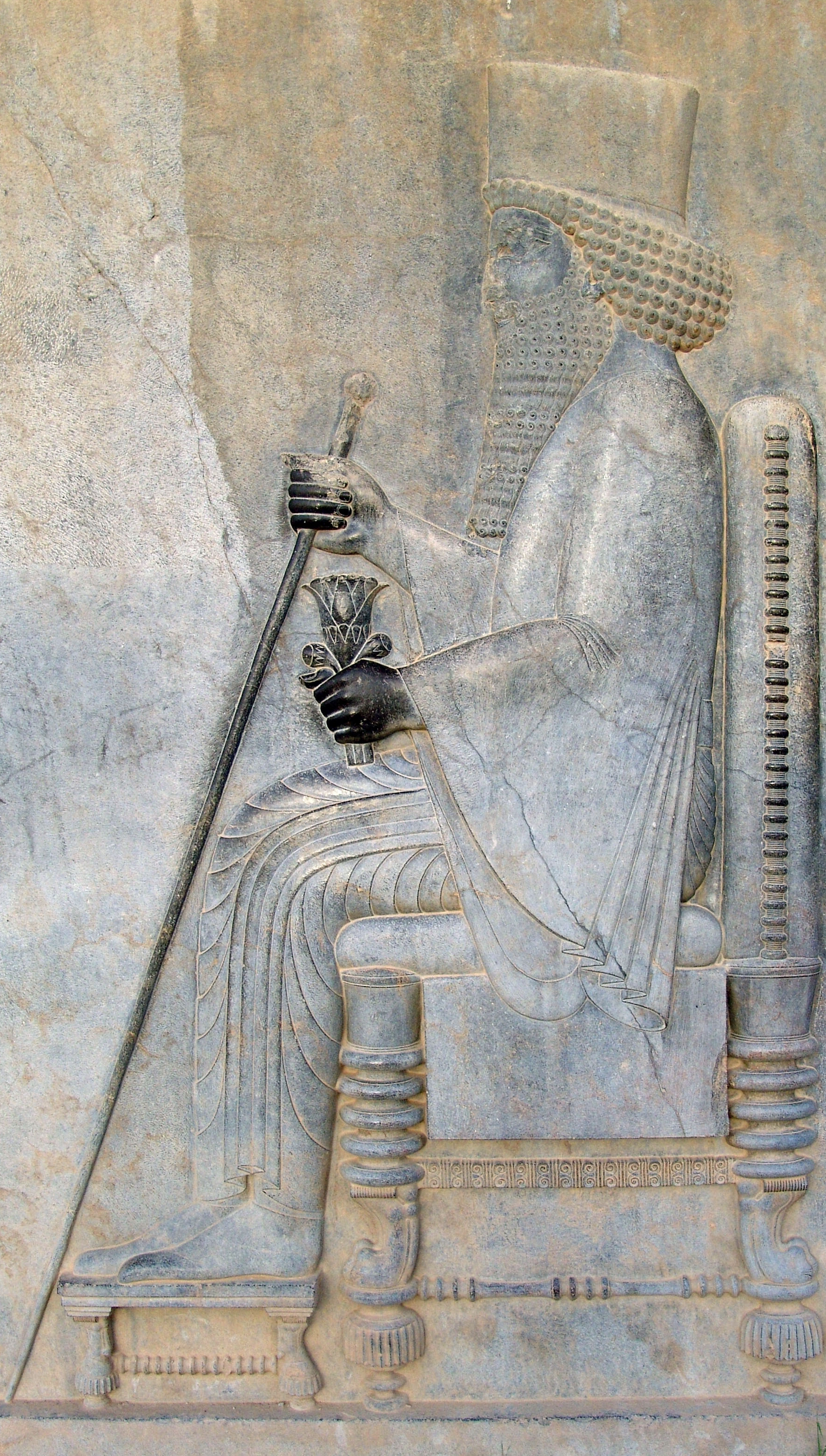
Dareios I.

- Dareios I.Alyattés II. – lýdský král z dynastie Mermnovců
- Amyntás I. – řecký král
- Astyagés – médský král
- Dareios I. – perský velkokrál z rodu Achaimenovců
- Gorgó – spartská královna
- Cheilón ze Sparty – spartský reformátor
- Itoku – japonský císař
- Kambýsés II. – perský velkokrál
- Kallimachos – athénský polemarch
- Kleisthenés – athénský státník
- Kleobúlos z Lindu – vládce městského státu Lindos
- Kleomenés I. – spartský král z rodu Agiovců
- Kroisos – lýdský král z rodu Mermnovců
- Kyaxarés – médský král
- Kýros II. Veliký – zakladatel perské říše z dynastie AchaimenovcůPeriandros

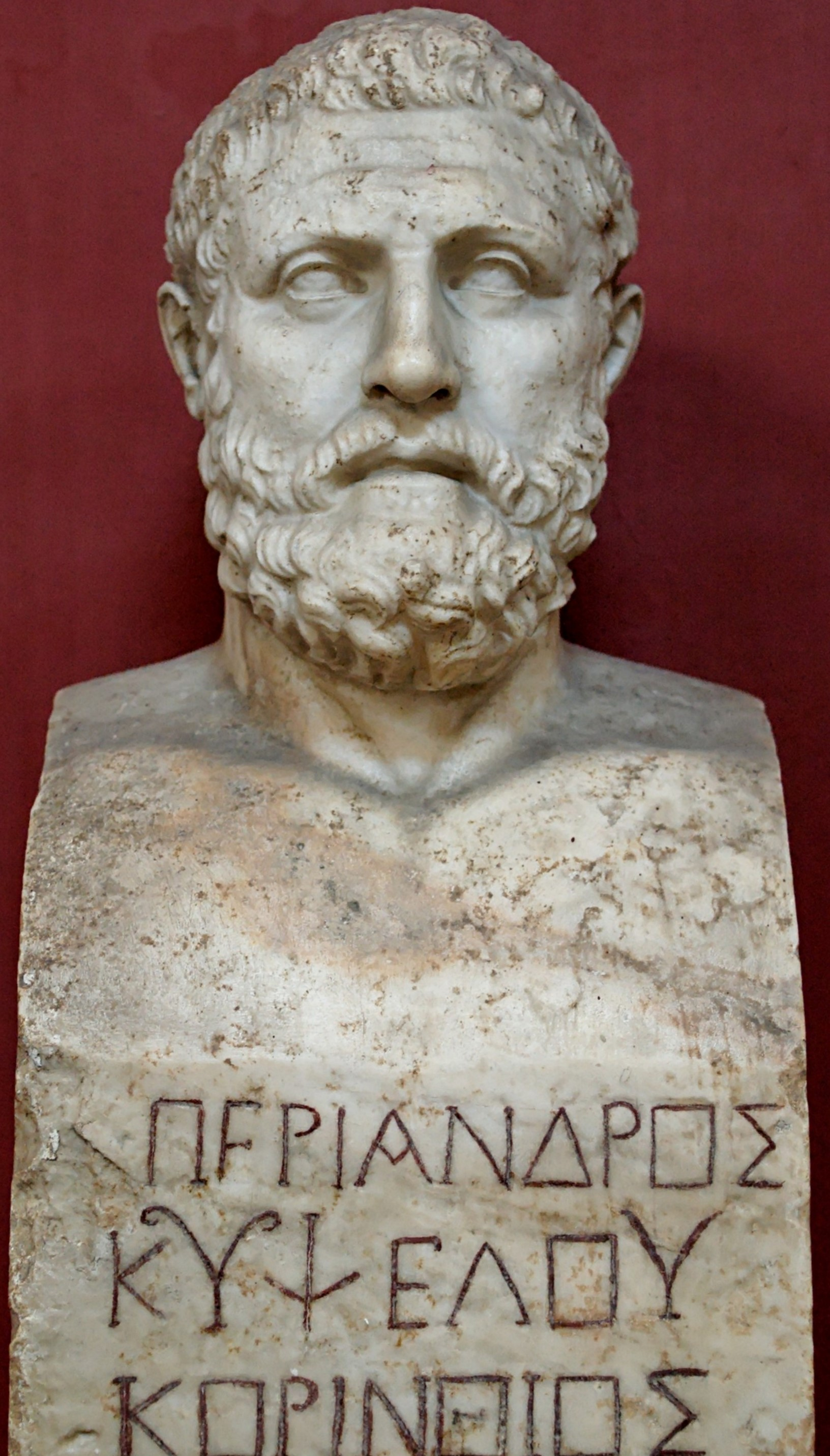
Periandros

- Lucius Iunius Brutus – konzul, jeden ze zakladatelů římské republiky
- Lucius Tarquinius Superbus – poslední římský král
- Miltiadés – athénský vojevůdce a politik
- Nabonid – poslední novobabylonský král z chaldejské dynastie
- Nebukadnesar II. – novobabylonský král
- Neko II. – egyptský faraon z 26. dynastie
- Peisistratos – athénský samovládce
- Periandros – samovládce v Korintu
- Pittakos z Mytilény – řecký předsokratovský filozof, politik a voják
- Psammetik III. – faraon z 26. dynastie
- Servius Tullius – římský král z etruské dynastie

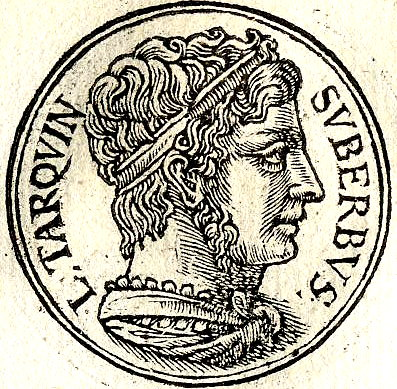
Tarquinius Superbus

- Tarquinius SuperbusSolón – athénský zákonodárce a básník
- Sun-c' – vojevůdce z království Wu

### Výtvarné umění

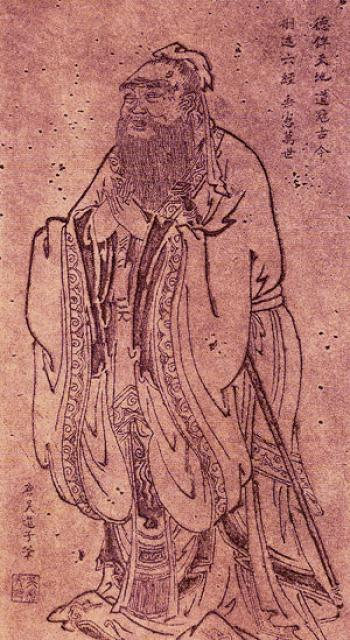
Konfucius (vyobrazení z přelomu 6. a 7. století)

- Epiktétos – malíř váz
- Exekiás – malíř váz
- Fintiás – malíř váz
- Kleitiás – malíř váz
- Lydos – malíř váz
- Nearchos – malíř váz
- Nikosthénés – malíř váz
- Konfucius (vyobrazení z přelomu 6. a 7. století)Oltos – malíř váz
- Psiax – malíř váz

### Literatura

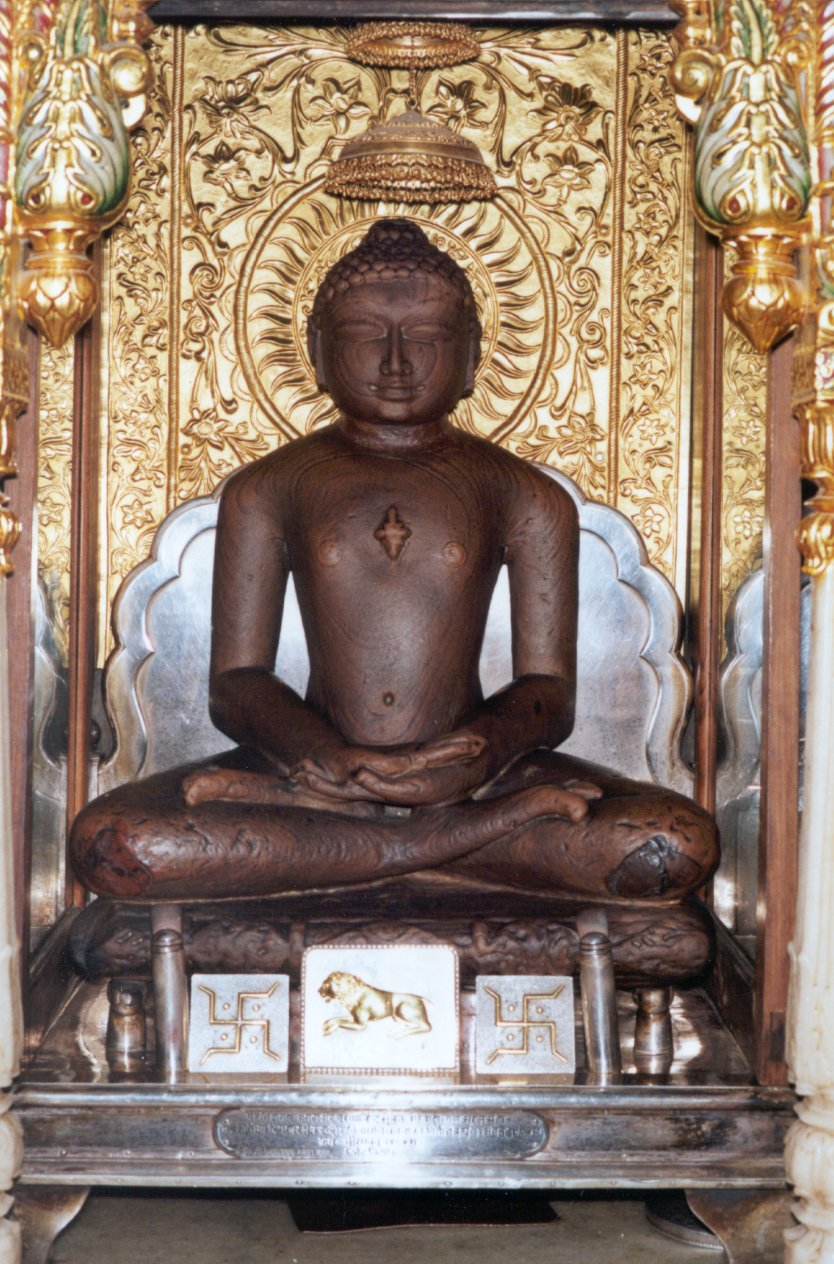
Mahávíra

### Věda a filozofie
- Anaximandros – řecký filozof tzv. milétské školy
- Anaximenés z Milétu – řecký filozof, tzv. milétské školy
- Ezechiel – hebrejský prorok
- Ferekýdés ze Syru – řecký filozof
- Gautama Buddha – zakladatel buddhismu
- Hekataios z Milétu – geograf a historik
- Hérakleitos z Efesu – řecký předsokratovský filozof
- Hippasos z Metapontu – řecký předsokratovský filozof
- Konfucius – čínský filozof a státník
- Lao-c' – čínský filozof
- Mahávíra – indický učenec, zakladatel džinismu
- Pythagoras – řecký filozof, matematik, astronom a kněz
- Skylaks z Kariandy – řecký cestovatel, průzkumník a spisovatel
- Thalés z Milétu – řecký předsokratovský filozof
- Xenofanés z Kolofonu – řecký předsokratovský filozof
- Zarathuštra – perský náboženský reformátor, zakladatel zoroastrismu

### Sport
- Arrhachión z Figaleie – olympijský vítěz v panrationu
- Milón z Krotónu – řecký zápasník

## Státní útvary

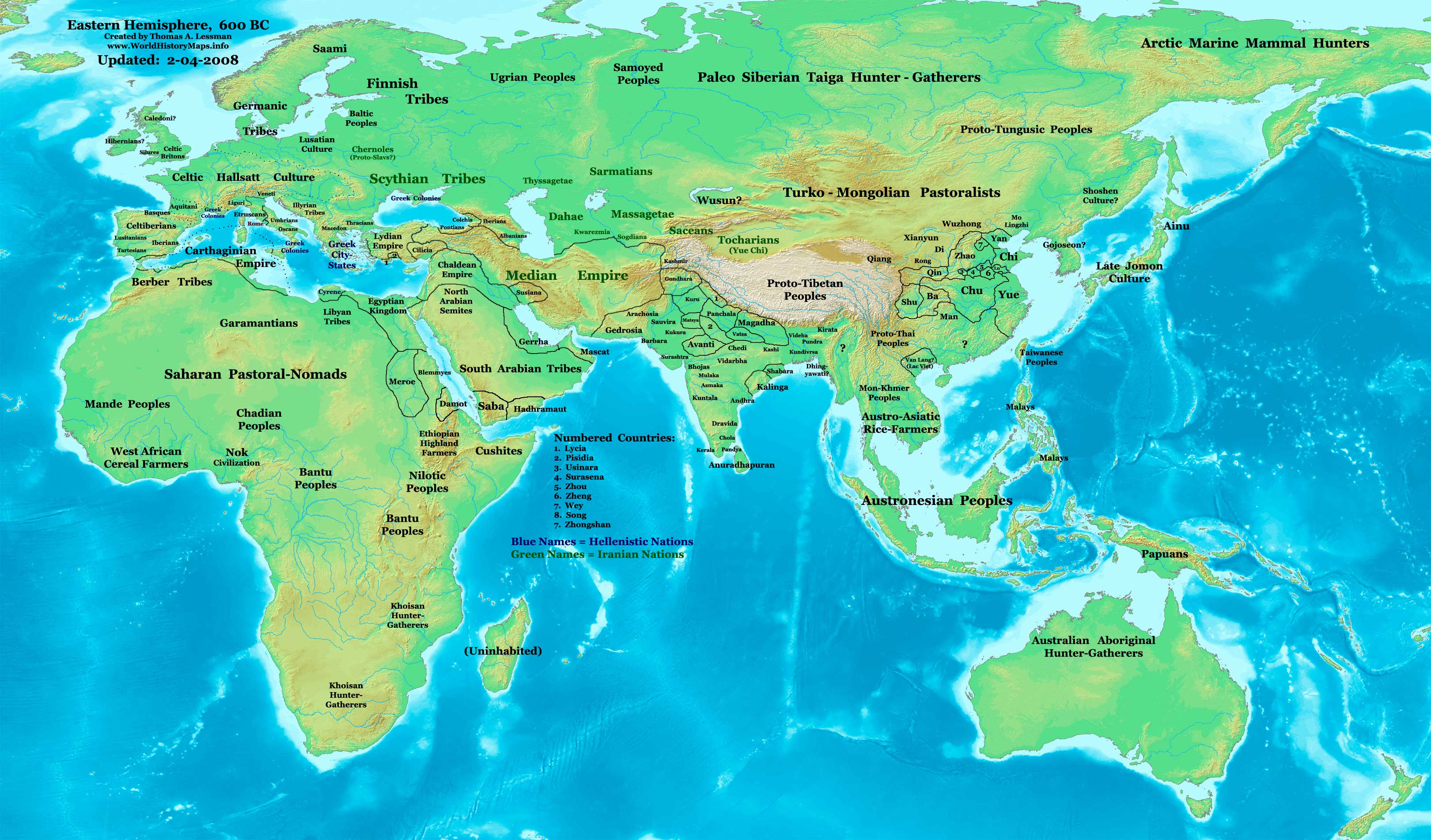
Mapa Starého světa v roce 600 př. n. l.

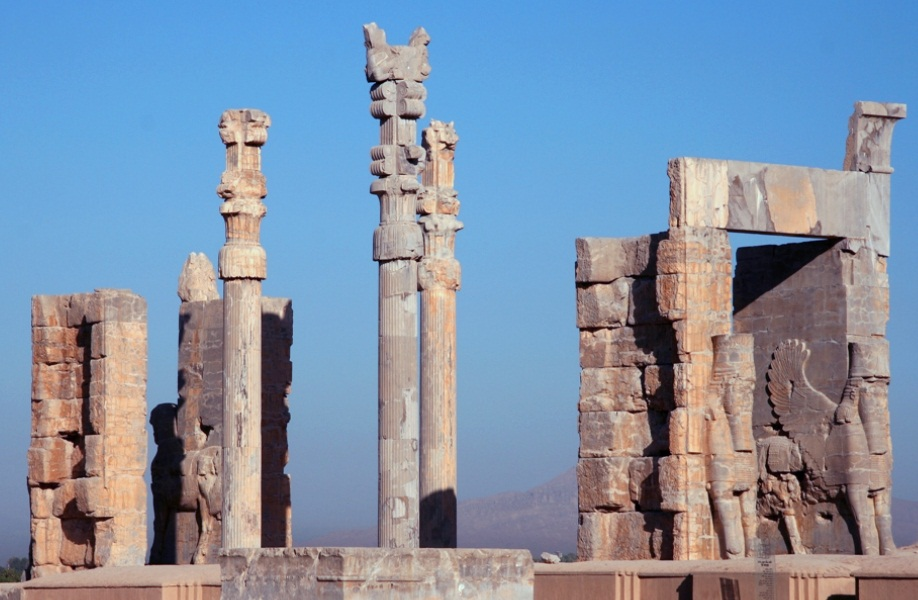
Persepolis

- PersepolisAchaimenovská říše (550 př. n. l. – 330 př. n. l.)
- Argolis (1200 př. n. l. – 226 př. n. l.)
- Etruský spolek (768 př. n. l. – 264 př. n. l.)
- Judské království (asi 930 př. n. l. – 586 př. n. l.)
- Kartágo (650 př. n. l. – 146 př. n. l.)
- Kavkazská Albánie (před 6. století př. n. l. – 8. století n. l.)
- Korint (700 př. n. l. – 146 n. l.)
- Království D'mt (asi 980 př. n. l. – 400 př. n. l.)
- Království Kuš (1070 př. n. l. – 350 n. l.)
- Makedonská království (808 př. n. l. – 146 př. n. l.)
- Médská říše (678 př. n. l. – 549 př. n. l.)
- Novobabylonská říše (626 př. n. l. – 539 př. n. l.)
- Římské království (753 př. n. l. – 509 př. n. l.)
- Římská republika (509 př. n. l. – 27 př. n. l.)
- Sparta (900 př. n. l. – 192 př. n. l.)
- Starověké Athény (508 př. n. l. – 322 př. n. l.)
- Starověký Egypt Pozdní doba (665 př. n. l. – 343/332 př. n. l.)
- Urartu (860 př. n. l. – 590 př. n. l.)